# Trotușanu
Trotușanu es una localidad rumana de la comuna de Movilița, en el condado de Vrancea.

## Historia
Hacia comienzos del siglo XX la localidad, que por entonces pertenecía al antiguo condado de Roman, formaba parte de la comuna de Movilița y tenía contabilizada una población de 225 habitantes.
En la segunda mitad del siglo XX la localidad había pasado a formar parte del condado de Vrancea. En el censo de 2021 la localidad tenía una población de 395 habitantes.